# H.245
Tomado de Wikipedia inglés
H.245 es un protocolo de red de control de canal usado dentro de sesiones de comunicación H.323. También ofrece la posibilidad de ser tunelizado dentro de los mensajes de señalización de llamada de H.225.0. Esto facilita su paso a través de los cortafuegos.
H.245 tiene la capacidad de transmitir y proporcionar la información necesaria para la comunicación multimedia, tal como la codificación, el control de flujo, la gestión de jitter y las peticiones de preferencia, así como el procedimiento de apertura y cierre de los canales lógicos usados para transmitir los flujos de medios. También define capacidades de envío y recibo separadas y los métodos para enviar estos detalles a otros dispositivos que soporten H.323.
Un problema grave que tenía la versión inicial de H.323 era el prolongado mecanismo de establecimiento de comunicación del protocolo H.245, necesario durante la apertura de los canales lógicos de una sesión telefónica, que era de cuatro vías. Versiones posteriores de H.323 introdujeron el procedimiento de Conexión Rápida, usando el elemento fastStart de un mensaje H.225.0. La Conexión Rápida redujo la negociación a tan solo dos vías. Existe otra recomendación, la H.460.6, que define el Procedimiento Extendido de Conexión Rápida, el cual fija un mecanismo de establecimiento de comunicación de una sola vía.